# Слюсарский, Тадеуш
Таде́уш Слюса́рский (пол. Tadeusz Ślusarski, 19 мая 1950, Жары — 17 августа 1998) — польский спортсмен, прыгун с шестом.

## Биография
Чемпион летней Олимпиады 1976 года, серебряный призер летней Олимпиады 1980 года. В олимпийском финале 1980 года сражался с другим поляком, Владиславом Козакевичем, и с Константином Волковым.
Рекордсмен мира, Европы, четырёхкратный рекордсмен Польши, чемпион Польши.
Погиб 17 августа 1998 года в автокатастрофе вместе с Владиславом Комаром под Остромицами гмины Волина.